# Campo de la Bota
El Campo de la Bota fue un antiguo barrio de chabolismo de Barcelona (España). Estaba situado cerca del mar, entre los barrios de Pequín de Barcelona y del Parapeto de San Adrián de Besós. Obras mayores de urbanismo realizadas entre 2000 y 2004 convirtieron esta zona de Barcelona en el actual parque del Fórum, incluyendo en dicho parque lugares de interés público y cultural como por ejemplo el Museo de Ciencias Naturales de Barcelona.

## Historia
En el terreno estaba situado, desde 1858, el castillo del Campo de la Bota y la palabra Bota procede del hecho de que a principios del siglo XIX había sido utilizado por tropas napoleónicas como campo de tiro, butte en francés.
El barrio surgió a finales de los años 1920 para acoger a los migrados desde otras regiones españolas para trabajar en la construcción de la Exposición Internacional de Barcelona de 1929.
Tras la guerra civil española, fue escenario de la represión franquista y en él se produjeron numerosas ejecuciones, dando un total de 1619 republicanos, conmemorados en un monumento que incluye un poema de Màrius Torres.
Posteriormente, ya en los años 60, su población volvió a proliferar con gente venida principalmente del sur de España. Este crecimiento se prolongó durante la siguiente década y, de hecho, en 1971 contaba con 700 barracas y una población de 3270 habitantes. Durante los siguientes años el barrio fue decreciendo y ya en 1989 se derribaron las últimas barracas, para trasladar a sus habitantes al barrio de La Mina de San Adrián de Besós.